# جون ديغبي
جون ديغبي (بالإنجليزية: Geoffrey John Digby)‏ هو قاضي ومحامي أسترالي، ولد في 19 يوليو 1951.